# Bénéwendé Stanislas Sankara
Bénéwendé Stanislas Sankara, född 23 februari 1959 i Toessin, nuvarande Burkina Faso, politiker från Burkina Faso, och motståndare till Blaise Compaoré i presidentvalet som hölls 13 november 2005, där Compaoré fick 80,3%, och Sankara 4,9%.